# Gaston La Touche

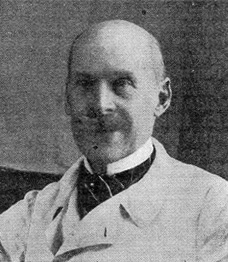
Gaston La Touche.

Gaston La Touche, född den 29 oktober 1854 i Saint-Cloud, död den 12 juli 1913, var en fransk målare.
La Touche uppfostrades under impressionismens inflytande och inspirerades främst av Édouard Manet som han varit elev hos. La Touche debuterade 1874 som skulptör, men ägnade sig sedan huvudsakligen åt målning och även åt etsning. Senare gick han över till interiörskildringar i 1700-talsanda. Han målade främst park-, salongs- och broderiscener i elegant formgivning, ofta i artificiell belysning. La Touche utförde också större dekorativa arbeten. På Göteborgs konstmuseum finns pastellteckningen Vallmo.
Han har försökt sig på olika områden – bland annat med bibliska motiv (Lärjungarna i Emmaus) – och med landskapsstämningar (December, Normandie). Svanor vid springbrunnen (1898) tillhör, liksom operainteriören Logen (1899), Luxembourgmuseet. Sin egen ämneskrets och ett egenartat uttryckssätt har han funnit i poetiska och måleriska fantasier, sådana som olika varianter av fester i upplysta parker med älskande par i rosenkransade båtar, ibland rodda av satyrer och omgivna av flygande amoriner och simmande svanar, ibland i belysning av fyrverkeri - en Nattlig fest (1906, dekorativ målning i Élyséepalatset), Bröllopsresan (s. å.), Poeten (1910), Den lyckliga timmen (dekorativ fantasi 1911) – eller sagomotiv som Åsnehuden (1910, efter Perraults saga).